# Thomas Osman
Thomas Osman OFM Cap. (ur. 25 maja 1950 w Lemuna) – erytrejski biskup katolicki rytu aleksandryjskiego, ordynariusz eparchii Barentu Kościoła katolickiego obrządku erytrejskiego od 2002 roku.
Święcenia kapłańskie przyjął w dniu 10 lipca 1977 roku w zakonie kapucynów. Po święceniach został proboszczem i przełożonym etiopskiej misji Guraghe. W 1987 powrócił do Erytrei i został duszpasterzem w rejonie Kunama. W 1993 wybrano go jednym z radców prowincji erytrejskiej kapucynów, zaś trzy lata później został wikariuszem generalnym (protosyncelem) eparchii Barentu oraz osobistym sekretarzem ówczesnego zwierzchnika eparchii, Luca Milesiego.
W dniu 4 października 2001 roku został mianowany przez papieża Jana Pawła II biskupem eparchii Barentu. Sakrę biskupią przyjął w dniu 13 stycznia 2002 roku.